# Инджера
Инджера (амхарською і тигринья እንጀራ, ɨndʒǝra; на українську транслітерується також як інджера, інджира, инджера, инджира сом. canjeero) — традиційна страва ефіопської кухні і кухні інших країн Африканського Рогу (Еритрея, Сомалі). Основна їжа більшості населення Ефіопії. Инджера відома також в Ємені (під назвою лахох) та в Ізраїлі, куди принесена єврейськими репатріантами з Ефіопії та Ємену.
Це великі пухкі коржі (млинці) в дрібну дірочку, традиційно готуються з кислого борошна багатого мікроелементами африканського злаку теф. У тих регіонах Ефіопії, де теф дорогий, небагаті селяни замінюють його пшеницею, кукурудзою, ячменем або сорго. З тефового борошна роблять рідке кисле тісто без дріжджів, яке закисає кілька днів, потім виливають його на велике розпечене на вогні і змащене жиром глиняне деко круглої форми (могого) на традиційному відкритому вогнищі (мітад), яке вимагає багато палива і пожежонебезпечне. У 2003 році винайдена більш зручна піч для инджери. В наш час, крім традиційних засобів, використовуються також сучасні сковороди, електричні або газові плити. Є біла (неч), червона (кай) і чорна (тікур) різновиди инджери. Діаметр традиційної инджери — близько 1 метра. Назва «инджера» може вживатися і в більш широкому сенсі: так само називають іноді коржі разом з яким-небудь овочевим або м'ясним гострим соусом (уот, інша передача — вот).
Инджеру їдять, або відщипуючи від млинця по шматочку і вмочуючи ці шматочки в супутні начинки і соуси, або використовуючи її як тарілку для салатів і соусів (вота), а відщипаними шматочками захоплюють іншу їжу (аналогічно лавашу). Серед начинок — смажена картопля, смажена морква, маринована буряк, овочі з прянощами, зелень, рис, м'ясна підлива, сирий м'ясний фарш, м'ясо (зазвичай, яловичина або баранина) смажене, м'ясо тушковане, відварне, томатний соус, тушкована капуста. Инджера — популярний пісний продукт у ефіопів-християн, у яких до 200 пісних днів у році. Її їдять і на сніданок, і на обід, і на вечерю з овочевим вотом або кашею.